# Calambus
Calambus là một chi bọ cánh cứng trong họ 
Elateridae.
Chi này được miêu tả khoa học năm 1859 bởi Thomson.

## Các loài
Các loài trong chi này gồm:
- Calambus bipustulatus (Linnaeus, 1758)
- Calambus japonicus (Fleutiaux, 1902)
- Calambus jureceki Stepanov, 1930
- Calambus kusuii Ôhira, 1994
- Calambus mundulus (Lewis, 1879)
- Calambus ussuriensis (Denisova, 1948)